# Parcipromus tiemanni
Parcipromus tiemanni är en mångfotingart som beskrevs av Shelley 1995. Parcipromus tiemanni ingår i släktet Parcipromus och familjen Xystodesmidae. Inga underarter finns listade i Catalogue of Life.